# Seznam skupin žánru Neue Deutsche Welle
Seznam skupin žánru Neue Deutsche Welle obsahuje hudební skupiny a sólové interprety nové německé vlny, německé varianty punku a New Wave, která se objevuje od r. 1976 a začátkem osmdesátých let dosáhla svého vrcholu. Stylové spektrum je rozkročeno od komerce až po avantgardu.
Významná hudební vydavatelství, které se na takové kapely specializovaly, byly např. Atatak (Düsseldorf), ZickZack Records (Hamburg) nebo No Fun Records (Hannover).

## #
| Name                        | Založení | Rozpuštění     | Místo vzniku | Poznámka |
| --------------------------- | -------- | -------------- | ------------ | -------- |
| 1. Futurologischer Congress | 1981     | stále existují | Berlin       |          |

## A
| Name                        | Založení | Rozpuštění | Místo vzniku | Poznámka                          |
| --------------------------- | -------- | ---------- | ------------ | --------------------------------- |
| Abwärts                     | 1979     | aktivní    | Hamburg      | několikanásobné opětné sjednocení |
| Alexander von Borsig        | ?        | ?          | ?            |                                   |
| ALU                         | ?        | ?          | ?            |                                   |
| Andreas Dorau & die Marinas | ?        | ?          | Hamburg      |                                   |
| Andy Giorbino               | ?        | ?          | Hamburg      |                                   |
| Aus lauter Liebe            | ?        | ?          | Hamburg      |                                   |

## B
| Name                       | Založení | Rozpuštění | Místo vzniku | Poznámka                           |
| -------------------------- | -------- | ---------- | ------------ | ---------------------------------- |
| Bärchen und die Milchbubis | ?        | ?          | ?            |                                    |
| Bel Ami                    | 1978     | ?          | Berlin       |                                    |
| Bernward Büker Bande       | 1979     | 1983       | Hannover     | před r. 1979 Bernward Bieder Bande |
| Beton Combo                | 1978     | ?          | Berlin       | nejm. do r. 1985                   |
| Blümchen Blau              | 1980     | 1983       | Wien         |                                    |

## C
| Name            | Založení | Rozpuštění     | Místo vzniku | Poznámka |
| --------------- | -------- | -------------- | ------------ | -------- |
| Camilla Motor   | 1979     | 1985           | Mannheim     |          |
| Carambolage     | 1979     | 1985           | Fresenhagen  |          |
| Cats TV         | 1978     | 1984           | Cuxhaven     |          |
| Die Chefs       | 1882     | 1982           | Hamburg      |          |
| Chuzpe          | 1977     | 2004           | Österreich   |          |
| Combo Colossale | 1975     | ?              | Hannover     |          |
| Die Conditors   | 1980     | 1986           | Dortmund     |          |
| Cosa Rosa       | 1982     | ?              | Berlin       |          |
| Die Crackers    | 1979     | stále existují | ?            |          |
| Cora            | 1983     | stále existují | Berlin       |          |

## D
| Name                                      | Založení | Rozpuštění     | Místo vzniku         | Poznámka |
| ----------------------------------------- | -------- | -------------- | -------------------- | -------- |
| DAF - Deutsch-Amerikanische Freundschaft  | 1978     | stále existují | Düsseldorf,Wuppertal |          |
| DÖF - Deutsch-Österreichisches Feingefühl | ?        | ?              | Österreich / Berlin  |          |
| DIN-A-4                                   | ?        | ?              | ?                    |          |
| DIN A Testbild                            | 1978     | stále existují | Berlin               |          |
| Dr. Koch Ventilator                       | 1980     | 1992           | Berlin               |          |

## E
| Name                                        | Založení | Rozpuštění     | Místo vzniku | Poznámka         |
| ------------------------------------------- | -------- | -------------- | ------------ | ---------------- |
| Einstürzende Neubauten                      | 1980     | stále existují | Berlin       |                  |
| Elegant                                     | 1981     | 1983           | Berlin       |                  |
| Erste Allgemeine Verunsicherung             | 1977     | aktivní        | Österreich   |                  |
| Erste weibliche Fleischergesellin nach 1945 | ?        | ?              | ?            |                  |
| Escalatorz                                  | 1981     | ?              | Berlin       | nejm. do r. 1985 |
| Extrabreit                                  | 1978     | aktivní        | Hagen        |                  |

## F
| Name                        | Založení | Rozpuštění     | Místo vzniku | Poznámka                                  |  |
| --------------------------- | -------- | -------------- | ------------ | ----------------------------------------- |  |
| Freiwillige Selbstkontrolle | 1980     | stále existují | München      |                                           |  |
| Falco                       | ca. 1979 | 1998           | Wien         | † 1998                                    |  |
| Family 5                    | 1981     | ?              | Düsseldorf   |                                           |  |
| FEE                         | ?        | ?              | Braunschweig |                                           |  |
| Fehlfarben                  | 1979     | aktivní        | Düsseldorf   |                                           |  |
| Felix De Luxe               | 1983     | 1989           | ?            |                                           |  |
| Flying Klassenfeind         | 1982     | ?              | ?            |                                           |  |
| Foyer des Arts              | 1981     | 1995           | Berlin       |                                           |  |
| Frauen & Kinder zuerst      | 1980     | 1982           | Berlin       |                                           |  |
| Fräulein Menke              | ?        | ?              | ?            |                                           |  |
| Frau Suurbier               | ?        | ?              | Berlin       |                                           |  |
| Fröhliche Eiszeit           | 1979     | 1982           | Mainz        | Na sampleru Schau hör Main Herz ist Rhein |  |

## G
| Name            | Založení | Rozpuštění     | Místo vzniku | Poznámka |
| --------------- | -------- | -------------- | ------------ | -------- |
| Gänsehaut       | 1981     | 1984           | Köln         |          |
| Geier Sturzflug | 1979     | stále existují | ?            |          |
| Geisterfahrer   | 1979     | ?              | Hamburg      |          |
| Die Gesunden    | ?        | ?              | ?            |          |
| Grauzone        | 1980     | 1982           | Schweiz      |          |
| Große Freiheit  | 1980     | ?              | Hamburg      |          |

## H
| Name          | Založení | Rozpuštění | Místo vzniku | Poznámka |
| ------------- | -------- | ---------- | ------------ | -------- |
| Hans-A-Plast  | 1978     | ?          | Hannover     |          |
| Holger Hiller | ?        | ?          | Hamburg      |          |
| Hubert Kah    | ?        | ?          | Reutlingen   |          |

## I
| Name      | Založení | Rozpuštění | Místo vzniku | Poznámka                                                                    |
| --------- | -------- | ---------- | ------------ | --------------------------------------------------------------------------- |
| Ideal     | 1980     | 1983       | Berlin       | s frontmankou Annette Humpe (viz též Neonbabies, DÖF, Ich & Ich, mimo jiné) |
| Ina Deter | 1974     | -          | Berlin       |                                                                             |
| Insisters | 1981     | ?          | Berlin       | s frontmankou Else Nabu (viz též Margo)                                     |
| Interzone | 1983     | 1987       | Berlin       |                                                                             |
| Ixi       | ?        | ?          | Elmshorn     |                                                                             |

## J
| Name         | Založení | Rozpuštění | Místo vzniku | Poznámka                                                                              |
| ------------ | -------- | ---------- | ------------ | ------------------------------------------------------------------------------------- |
| Ja Ja Ja     | 1981     | 1983       | Düsseldorf   | Členové: Julie Jigsaw, Wietn Wito, Frank Samba "Katz Rap" produkce Pyrolator, ATA TAK |
| Jawoll       | 1981     | 1986       | Kassel       |                                                                                       |
| Joachim Witt | ?        | ?          | Hamburg      |                                                                                       |

## K
| Name                | Založení | Rozpuštění     | Místo vzniku | Poznámka                                                                                          |
| ------------------- | -------- | -------------- | ------------ | ------------------------------------------------------------------------------------------------- |
| Der KFC             | 1978     | 1982           | Düsseldorf   |                                                                                                   |
| KeinMenscH!         | 1981     | ?              | Hagen        |                                                                                                   |
| Kirmesmörder        | 1983     | ?              | Berlin       |                                                                                                   |
| Kiz                 | 1982     | ?              | Reutlingen   |                                                                                                   |
| Kleenex             | 1978     | 1984           | Schweiz      |                                                                                                   |
| Kleinkrieg          | ?        | ?              | ?            |                                                                                                   |
| Knusperkeks         | ?        | ?              | ?            |                                                                                                   |
| Korpus Kristi       | ?        | ?              | Limburg      |                                                                                                   |
| Kosmonautentraum    | 1980     | ?              | Hannover     |                                                                                                   |
| Kuschelweich (Band) | 1977     | ?              | Hannover     | Jedna z prvních Fun-Punk kapel v Německu                                                          |
| Die Krupps          | 1980     | stále existují | Düsseldorf   | Zpočátku působili v žánru Post-Industrial; později jedni z průkopníků žánru Electronic Body Music |

## L
| Name                 | Založení | Rozpuštění | Místo vzniku | Poznámka |
| -------------------- | -------- | ---------- | ------------ | -------- |
| Lassy Singers        | ?        | ?          | ?            |          |
| Liaisons Dangereuses | 1981     | ?          | ?            |          |
| Lilli Berlin         | 1980     | 1983       | Berlin       |          |
| Lusthansa            | 1982     | ?          | Trier        |          |
| Lüül                 | 1980     | ?          | Berlin       |          |

## M
| Name                  | Založení | Rozpuštění     | Místo vzniku | Poznámka                                    |
| --------------------- | -------- | -------------- | ------------ | ------------------------------------------- |
| Malaria!              | 1981     | 1985           | Berlin       |                                             |
| Male                  | 1976     | stále existují | Düsseldorf   |                                             |
| Mania D               | 1979 (?) | 1981           | Berlin       |                                             |
| Margo (Band)          | ?        | ?              | Berlin       | s frontmankou Else Nabu (viz též Insisters) |
| Markus                | ?        | ?              | Bad Camberg  |                                             |
| Materialschlacht      | ?        | ?              | ?            |                                             |
| Mau Mau               | 1982     | 1982           | ?            |                                             |
| MdK                   | 1979     | ?              | Berlin       | nejm. do r. 1985                            |
| Miko                  | ?        | ?              | ?            |                                             |
| Mimmis                | ?        | ?              | Berlin       |                                             |
| Minisex               | 1978     | stále existují | ?            |                                             |
| Minus Delta t         | 1978     | ?              | Zürich       |                                             |
| Mittagspause          | 1978     | 1980           | Düsseldorf   |                                             |
| Der moderne Man       | 1979     | 1984           | Hannover     |                                             |
| Mona Mur & Die Mieter | 1982     | 1982           | Hamburg      |                                             |
| Morgenrot             | 1975     | 1997           | Berlin       |                                             |
| Münchener Freiheit    | 1980     | stále existují | München      |                                             |
| Mythen in Tüten       | 1979     | cca 1982       | Hannover     | „Meta-Schlager“                             |

## N
| Name                               | Založení | Rozpuštění | Místo vzniku         | Poznámka                                                                      |
| ---------------------------------- | -------- | ---------- | -------------------- | ----------------------------------------------------------------------------- |
| Die Nachdenklichen Wehrpflichtigen | ?        | ?          | Hamburg              |                                                                               |
| Nena                               | 1982     | 1987       | West- Berlin / Hagen | dnes Nena jako sólová zpěvačka                                                |
| Neonbabies                         | 1979     | 1983       | Berlin               | s frontmankou Inga Dilemma = Inga Humpe (viz též DÖF, 2Raumwohnung mimo jiné) |
| Neue Heimat                        | 1981     | 1984       | ?                    |                                                                               |
| Neue Wohnkultur                    | ?        | ?          | Berlin               |                                                                               |
| Nichts                             | 1981     | 1983       | Düsseldorf           |                                                                               |
| Niko (Band)                        | ?        | ?          | ?                    |                                                                               |
| Nina Hagen Band                    | 1978     | 1979       | Berlin Ost/West      | nejdříve Elephant (Nina Hagen) popř. Lokomotive Kreuzberg (později Spliff)    |
| Non Toxique Lost                   | ?        | ?          | Frankfurt            |                                                                               |
| Nuala                              | ?        | ?          | Neumünster           |                                                                               |
| Nylon Euter                        | ?        | ?          | ?                    |                                                                               |

## O
| Name                  | Založení | Rozpuštění | Místo vzniku | Poznámka |
| --------------------- | -------- | ---------- | ------------ | -------- |
| O.R.A.V.s             | ?        | ?          | ?            |          |
| Oberste Heeresleitung | 1980     | ?          | Leverkusen   |          |
| Östro 430             | 1979     | 1984       | Düsseldorf   |          |

## P
| Name                                               | Založení | Rozpuštění     | Místo vzniku   | Poznámka                         |
| -------------------------------------------------- | -------- | -------------- | -------------- | -------------------------------- |
| P16.D4 (auch als P.D. oder Permutative Distorsion) | 1979     | cca 1990       | Mainz          | Noise                            |
| Palais Schaumburg                                  | 1980     | 1984           | Hamburg        |                                  |
| Paso Doble                                         | 1983     | ?              | ?              |                                  |
| Peter Schilling                                    | 1982     | stále existují | Stuttgart      | dříve znám jako Pierre Schilling |
| Der Plan                                           | 1979     | ?              | Düsseldorf     |                                  |
| Plastik                                            | 1980     | 1983           | Oberösterreich |                                  |
| Prima Klima                                        | ?        | ?              | ?              |                                  |
| PVC                                                | 1977     | stále existují | Berlin         |                                  |
| Pyrolator                                          | ?        | ?              | Düsseldorf     |                                  |

## R
| Name                | Založení  | Rozpuštění | Místo vzniku | Poznámka |
| ------------------- | --------- | ---------- | ------------ | -------- |
| Die Radierer        | ?         | ?          | Limburg      |          |
| Relax               | 1981/1982 | ?          | ?            |          |
| Rheingold           | 1980      | 1984       | ?            |          |
| Roter Stern Belgrad | ?         | ?          | ?            |          |
| Rotzkotz            | 1977      | 1982       | Hannover     |          |

## S
| Name                         | Založení | Rozpuštění     | Místo vzniku      | Poznámka |
| ---------------------------- | -------- | -------------- | ----------------- | --- |
| S.Y.P.H.                     | 1977     | ?              | Solingen          | |
| Saal 2                       | ?        | stále existují | Hamburg           | |
| Die Schlimmen Finger         | 1981     | 1988           | Berlin            | |
| Seen links, Schlösser rechts | ?        | ?              | ?                 | |
| Sentimentale Jugend          | ?        | ?              | ?                 | |
| Siluetes 61                  | ?        | ?              | Limburg           | |
| Spider Murphy Gang           | 1977     | stále existují | München           | Rock ’n’ Roll v bavorském dialektu                                                                                 |
| Spliff                       | 1980     | 1985           | Berlin            | zprvu jako Nina Hagen Band, ještě předtím jako Lok Kreuzberg                                                       |
| Sprung Aus Den Wolken        | 1980     | ?              | Berlin            | |
| Stahlnetz                    | 1981     | ?              | Wuppertal         | Minimal-Electro-/Synthie-Pop-Band; debutovali r. 1982 hitem „Vor all den Jahren“ a „Der Seemann und die Stewardeß“ |
| Steinwolke                   | 1978     | ?              | Rottweil          | |
| Sternhagel                   | ?        | ?              | ?                 | |
| Strafe für Rebellion         | ?        | ?              | ?                 | |
| Strassenjungs                | 1976     | ?              | Frankfurt am Main | „první německá punková kapela“                                                                                     |
| Stratis                      | 1981     | ?              | Köln              | „hitem "Herzlos" vytvořili Club klassiků“                                                                          |
| Stricher (Band)              | 1980     | ?              | Berlin            | |

## T
| Name               | Založení | Rozpuštění | Místo vzniku | Poznámka                                                                                           |
| ------------------ | -------- | ---------- | ------------ | -------------------------------------------------------------------------------------------------- |
| Tempo (Band)       | ?        | ?          | Berlin       | |
| Thorax Wach        | ?        | ?          | ?            | |
| Ti-Tho             | ?        | ?          | ?            | |
| Tommi Stumpff      | 1982     | 1993       | Düsseldorf   | |
| Die Tödliche Doris | 1980     | 1987       | Berlin       | |
| Trio               | 1980     | 1986       | Großenkneten | zdůrazňovali redukci technických výrazových prostředků na popovém základě. Celsvětový hit Da Da Da |
| Tüff 86            | ?        | ?          | ?            | Blaulicht Tütata                                                                                   |

## U
| Name         | Založení | Rozpuštění      | Místo vzniku | Poznámka                                                   |
| ------------ | -------- | --------------- | ------------ | ---------------------------------------------------------- |
| UKW          | 1979     | 1983            | Berlin       |                                                            |
| United Balls | 1973     | existieren noch | München      | Pogo in Togo - hit č. 1 Hit v Austrálii a na Novém Zélandu |
| UnterRock    | ?        | ?               | ?            |                                                            |

## V
| Name     | Založení | Rozpuštění | Místo vzniku | Poznámka |
| -------- | -------- | ---------- | ------------ | -------- |
| Vera Kaa | ?        | ?          | Luzern       |          |
| Vono     | ?        | ?          | Berlin       |          |

## W
| Name                  | Založení | Rozpuštění | Místo vzniku | Poznámka |
| --------------------- | -------- | ---------- | ------------ | -------- |
| Westdeutsche Christen | ?        | ?          | ?            |          |
| The Wirtschaftswunder | 1980     | 1985       | Limburg      |          |

## X
| Name             | Založení | Rozpuštění        | Místo vzniku    | Poznámka                                                                                   |
| ---------------- | -------- | ----------------- | --------------- | ------------------------------------------------------------------------------------------ |
| Xao Seffcheque   | ?        | ?                 | Graz/Düsseldorf |                                                                                            |
| Xmal Deutschland | 1980     | Anfang der 1990er | Hamburg         | zpočátku německý zástupce stylu Dark-Wave- a Gothic; populární skladbou „Incubus Succubus“ |
| X-Quadrat        | 1980 (?) | 1983 (?)          | Hagen-Germany   | Elektro-Punk & Wave na Tonträger 58                                                        |

## Z
| Name             | Založení | Rozpuštění     | Místo vzniku           | Poznámka                                                |
| ---------------- | -------- | -------------- | ---------------------- | ------------------------------------------------------- |
| ZK               | 1978     | 1981           | Düsseldorf             |                                                         |
| Z.S.K.A.         | ?        | ?              | Wildberg (Schwarzwald) |                                                         |
| Zara-Thustra     | 1982     | 1989           | München                | novovlný novoněmecký Wagner-Pop; od r. 1987 jako "Zara" |
| Zatopek          | ?        | ?              | ?                      |                                                         |
| ZaZa             | ?        | ?              | München                |                                                         |
| ZeitGeist        | 1980     | 1982           | Berlin                 |                                                         |
| Die Zimmermänner | 1979     | stále existují | Hamburg                |                                                         |
| Zoff             | 1979     | 1984           | Iserlohn               | Od r. 2003 hrají Zoff opět živě                         |